# Стадмен, Уильям
Уи́льям О́ливер Ста́дмен (англ. William Oliver Studeman; род. 16 января 1940) — американский военный деятель, адмирал, директор Агентства национальной безопасности США (1988—1992), заместитель Директора Центральной разведки (1992—1995).

## Биография
Родился в Браунсвилле. В 1962 получил степень бакалавра истории в Университете Юга, штат Теннесси, впоследствии получил ученую степень по международным отношениям в университете Джорджа Вашингтона. Служил на флоте, участник вьетнамской войны. Был оперативным офицером разведки 7-го флота, помощником заместителя начальника военно-морских операций, начальником оперативного центра морской разведки, директором группы долгосрочного планирования при командующем военно-морскими операциями.
В сентябре 1985 адмирал Стадмен был назначен директором военно-морской разведки, где он служил до июля 1988, а с августа 1988 по апрель 1992 был директором Агентства национальной безопасности. В 1992—1995 служил заместителем Директора центральной разведки. В 1995 году вышел в отставку с военной службы.
Награждён медалью «За выдающуюся службу» ВМС США, орденом «Легион Почёта» с двумя золотыми звёздами, а также правительственными наградами Франции, Бразилии и Южной Кореи.